# Adam Lipowski
Adam Antoni Lipowski (ur. 8 grudnia 1962 w Zielonej Górze)  – polski fizyk, profesor nauk fizycznych, specjalizuje się w fizyce teoretycznej, nauczyciel akademicki Uniwersytetu im. Adama Mickiewicza w Poznaniu.

## Życiorys
Naukowo związany z Wydziałem Fizyki UAM. Stopień doktorski uzyskał w 1991 na podstawie pracy pt. Przybliżenie gaussowskich fluktacji jako metoda badania magnetycznego uprządkowania w modelach spinowych (promotorem był prof. Zbigniew Jacyna-Onyszkiewicz). Habilitował się w 1997 na podstawie oceny dorobku naukowego i rozprawy o tytule Wybrane metody badania dwuwymiarowych modeli spinowych o spinie S > 1/2. Tytuł naukowy profesora nauk fizycznych został mu nadany w 2005 roku. Na poznańskim wydziale pełni funkcję prodziekana ds. naukowych w kadencjach 2008-2012 oraz 2012-2016.
Pracuje jako profesor zwyczajny w Zakładzie Fizyki Kwantowej Wydziału Fizyki UAM. Na wydziale prowadzi zajęcia m.in. z symulacji komputerowych, fizyki statystycznej i modelowania oraz fizyki komputerowej. Jest członkiem Polskiego Towarzystwa Fizycznego.
Jest synem Tadeusza i Haliny Lipowskich. Żonaty z Dorotą (Tomczak), ma troje dzieci: Jakuba, Magdę i Tomasza.